# Espinet
L'Espinet és un personatge de ficció, protagonista principal de la versió espanyola de Barri Sèsam, emesa per TVE durant els anys vuitanta, en la qual era interpretat per l'actriu Chelo Vivares. Representava un eriçó gegant de color rosa, que convivia al barri amb diversos personatges de la sèrie.

## Història
L'Espinet és una creació del titellaire estatunidenc Kermit Love, a qui TVE va encomanar la creació d'un personatge més d'acord amb la idiosincràsia espanyola, després del fracàs de la gallina Caponata en la primera adaptació de la sèrie. Es va pensar en una àguila, però Kermit no donava l'abast amb les nombroses peticions dels diferents països on es produïa Barri Sèsam. La sol·licitud de TVE va coincidir amb el fracàs de les negociacions per portar el programa a Israel. Kermit Love, que havia construït amb aquest propòsit un ninot en forma d'eriçó, el símbol de la fauna a l'estat jueu, va enviar el model a l'Estat espanyol, on va ser acceptat per a la sèrie. L'Espinet va ser un èxit en aquest país, on es va convertir en un personatge destacat de la cultura infantil i en una icona dels anys vuitanta.

## Nom en català
El 1996, TVE va emetre per al Principat, doblats al català, els programes de la versió espanyola de Barri Sèsam. En la versió catalana, el personatge, anomenat originalment Espinete, va ser batejat com a Espinet.